# 869 Mellena
869 Mellena, asteroid glavnog pojasa. Otkrio ga je Richard Schorr, 9. svibnja 1917.

## Vanjske poveznice
- Minor Planet Center